# Saison 1961-1962 du Boucau stade
 (février 2011).
Cette page présente la saison 1961-1962 du Boucau Tarnos stade en Championnat de France de rugby à XV de 2e division

## Récit de la saison
Pour la saison 1961-1962, le Boucau stade évolue en deuxième division dans une poule régionale avec 3 derbys (St Jean de Luz, Soustons et Peyrehorade). Le BS se maintient à ce niveau mais ne participe pas aux phases finales.

## La saison
En Fédérale (2e division), le club boucalais est versé dans la poule régionale d’Orthez, La Teste, Gujan-Mestras, St Jean de Luz, Peyrehorade, Soustons & Mimizan.
Malgré un parcours tout à fait honorable (plusieurs victoires à l’extérieur comme à domicile) le Boucau-Stade ne se qualifie pas pour les phases finales, mais se maintient à ce niveau.
| Adversaires    | Résultats Domicile | Résultats Extérieur |
| Mimizan        | match nul 3 à 3    | ???                 |
| Orthez         | Gagné 11 à 0       | Gagné 0 à 3         |
| Peyrehorade    | ???                | match nul 0 à 0     |
| La Teste       | Gagné 3 à 0        | Perdu 16 à 6        |
| Gujan-Mestras  | Gagné 3 à 0        | ???                 |
| Soustons       | ???                | Gagné 5 à 6         |
| St Jean de Luz | Gagné 10 à 10      | Perdu 9 à 6         |

## Effectif
| Rang | Nom              | Poste     | parcours      |
| 1    | Réchou           | Talonneur |               |
| 2    | Barenqui         | Talonneur | formé au club |
| 3    | G. Pery          | Pilier    |               |
| 4    | Herrera          | Pilier    |               |
| 5    | A. Bidegarray    | Pilier    | formé au club |
| 6    | Albert Champagne | 2e ligne  | formé au club |
| 7    | Léon Brouzeng    | 2e ligne  | formé au club |
| 8    | Merlaud          | 2e ligne  | formé au club |
| 9    | Hournadet        | 2e ligne  |               |
| 10   | J. Bidegarray    | 3e ligne  |               |
| 11   | Cabanes          | 3e ligne  |               |
| 12   | Bachet           | 3e ligne  |               |
| 13   | J. Pery          | 3e ligne  |               |

| Rang | Nom                | Poste            | parcours      |
| 14   | Fournier           | 3e ligne         |               |
| 15   | Pierre Désarménien | Demi de mêlée    | formé au club |
| 16   | Duhau              | Demi de mêlée    |               |
| 17   | Michel Dagy        | Demi d'ouverture | formé au club |
| 18   | Paralieu           | Demi d'ouverture |               |
| 19   | Hubert Champagne   | Ailier           | formé au club |
| 20   | Louis Batbedat     | Ailier           |               |
| 21   | Lartigue           | Ailier           |               |
| 22   | Larroudé           | Centre           |               |
| 23   | Bisbeau            | Centre           |               |
| 24   | Sanglar            | Centre           |               |
| 25   | Martinez           | Arrière          |               |
| 26   | Lacaze             | Arrière          |               |